# Гурленский район

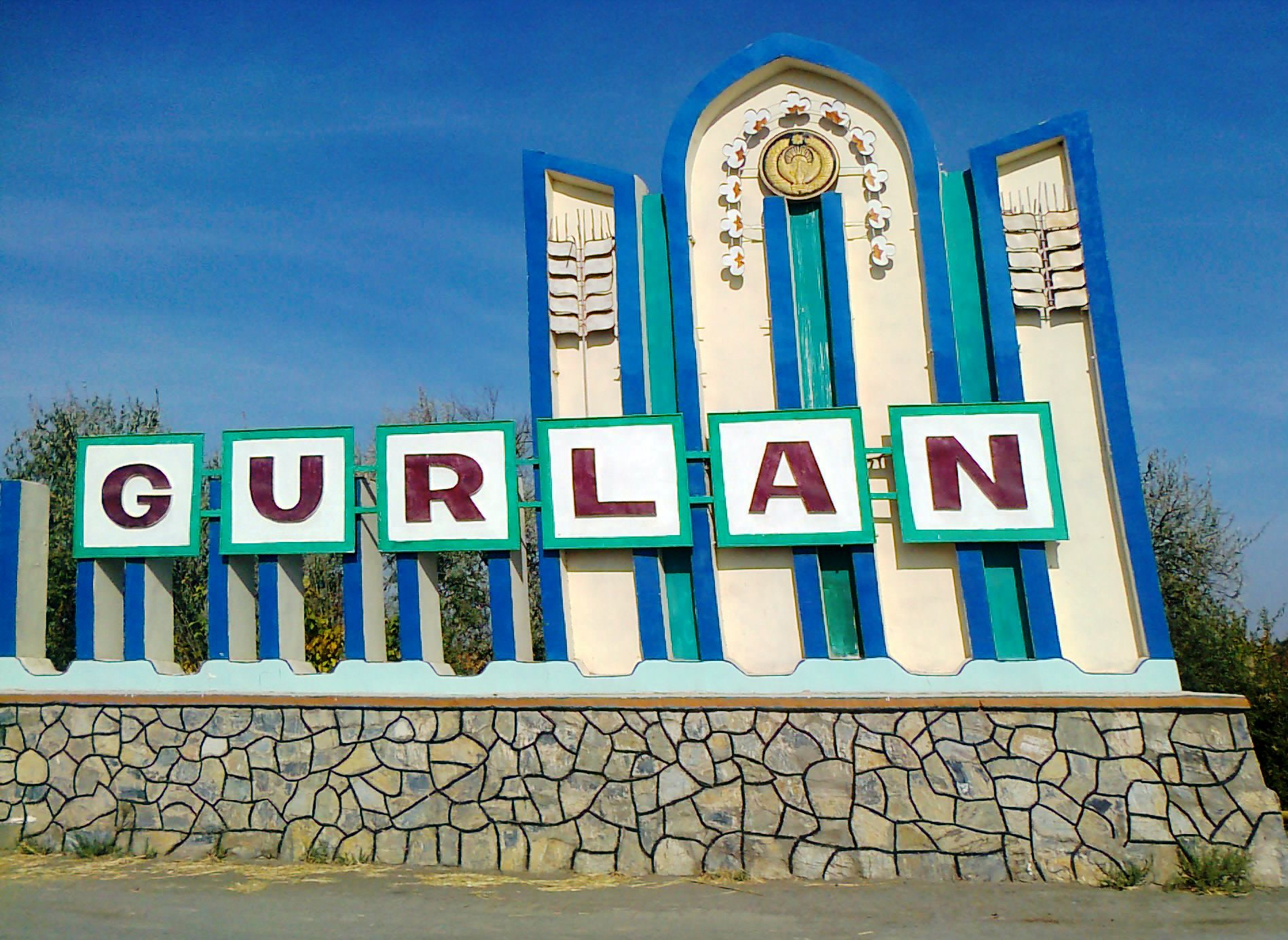
Гурлен

Гурленский район (узб. Gurlan tumani / Гурлан тумани) — административная единица в Хорезмской области Узбекистана. Административный центр — городской посёлок Гурлен.
Население — 154500 человек в 2023.

## История
Гурленский район был образован в 1920-х годах. В 1938 году вошёл в состав Хорезмской области Узбекской ССР. 4 марта 1959 года к Гурленскому району была присоединена часть территории упразднённого Янгибазарского района.

## Административно-территориальное деление
По состоянию на 1 января 2011 года в состав района входят:
- 9 городских посёлков:

1. Бузкала,
2. Гурлен,
3. Дусимбий,
4. Ёрмиш,
5. Каргалар,
6. Марказий Гулистан,
7. Нукус Ёп,
8. Тахтакупир,
9. Чаккалар.

- 9 сельских сходов граждан:

1. Алга,
2. Бирлашган,
3. Вазир,
4. Гулистан,
5. Дусимбий,
6. Сахтиян,
7. Хизирэли,
8. Шаликор,
9. Эшимжиран.